# Haptotrichion conicum
Haptotrichion conicum là một loài thực vật có hoa trong họ Cúc. Loài này được (B.L.Turner) Paul G.Wilson mô tả khoa học đầu tiên năm 1992.